# كاثرين ت.هانت
كاثرين ت.هانت (بالإنجليزية: Catherine T. Hunt)‏ (من مواليد 29 يونيو 1955)، كيميائية أمريكية شغلت في عام 2007 منصب رئيس الجمعية الكيميائية الأمريكية. وكانت مديرة في شركة داو للكيميائيات.

## النشأة والتعليم
ولدت هانت في برونكسفيل في نيويورك عام 1955 وكانت واحدة من بين سبعة أشقاء، حصلت هانت عام 1977 على درجة البكالوريوس في الكيمياء من كلية سميث وشهادة الدكتوراه في الكيمياء أيضاً عام 1981 من جامعة كاليفورنيا في ديفيس إذ كان بحثها حول الرنين المغناطيسي النووي تحت إشراف آلان بالش، ثم انتقلت عام 1982 إلى زمالة ما بعد الدكتوراه مع إيان أرميتاج في جامعة ييل وبقيت هناك حتى عام 1984.

## مسيرتها المهنية
أصبحت هانت بعد حصولها على زمالة ما بعد الدكتوراه عام 1984 عالمة بارزة في روم آند هاس، وشغلت بعد ذلك مجموعة متنوعة من المناصب الإدارية داخل الشركة.
شغلت هانت في عام 2007 منصب رئيس الجمعية الكيميائية الأمريكية بعد أن انتُخبت في عام 2006 في أول انتخابات للجمعية الكيميائية الأمريكية إذ كان التصويت حينها ولأول مرة متاحاً عبر الإنترنت للناخبين. انصبّ كامل اهتمامها بترويج تعاليم العلوم والتكنولوجيا والهندسة والرياضيات إلى مختلف طبقات وأنماط المجتمع، عُيّنت في وقت لاحق من قبل وزير التعليم الأمريكي في المعهد التقني الوطني للصم حيث قامت بتعلم لغة الإشارة الأمريكية وعملت أيضاً في مجلس الإدارة منذ عام 2006 حتى 2008. ثم في عام 2009 بعد شراء شركة داو للكيميائيات لروم آند هاس انتقلت هانت لتشغل منصب مدير البحث والتطوير في الشركة وبقيت هناك منذ ذلك الحين حتى تقاعدها.

## جوائزها وعضويّاتها
أصبحت هانت في عام 2007 زميلة في الجمعية الأمريكية للتقدم العلمي وزميلة أولية في الجمعية الكيميائية الأمريكية في عام 2009. حصلت هانت على عدة أوسمة وجوائز خلال مسيرتها المهنية حيث حصلت على وسام سميث كوليدج ثم حصلت في عام 2008 على جائزة ألومنا للتميز من جامعة كاليفورنيا في ديفيس. كانت هانت أيضاً محاضرة في الكيمياء في عام 2011-2012 في جامعة إلينوي في أوربانا شامبين.

## حياتها الشخصية
هانت متزوجة ولديها طفل واحد ولد في عام 1991، تستمتع هانت في وقت فراغها بالتحكيم في معارض ومسابقات العلوم ومساعدة الطلاب وممارسة اليوغا وركوب الدراجة مع العائلة والأصدقاء.